# Thomas Vernon Wollaston
Thomas Vernon Wollaston (9 de marzo de 1822 - 4 de enero de 1878) fue un destacado entomólogo y malacólogo inglés, que se hizo conocido por sus estudios de coleópteros que habitan en varios archipiélagos del Atlántico norte. Sus creencias religiosas le impidieron apoyar las teorías de Charles Darwin después de 1859, pero consideraba a Darwin un amigo cercano. Wollaston apoyaba la teoría de que las tierras continentales se habían extendido hacia el exterior.

## Trabajos
- Insecta Maderensia (1854)
- On the Variation of Species, with Especial Reference to the Insecta (1856)
- Coleoptera Atlantidum (1865)
- Coleoptera Sanctæ-Helenæ (1877)
- Testacea Atlantica, or the land and freshwater shells of the Azores, Madeira, Salvages, Canaries, Cape Verdes, and Saint Helena (1878)

Wollaston también escribió muchos artículos cortos y largos sobre el archipiélago Coleoptera del Atlántico Norte.